# Adam Bolcu
Adam Bolcu (n. 1871, Brad, județul Hunedoara – d. 1933, Brad, județul Hunedoara) a fost un deputat în Marea Adunare Națională de la Alba Iulia, organismul legislativ reprezentativ al „tuturor românilor din Transilvania, Banat și Țara Ungurească”, cel care a adoptat hotărârea privind Unirea Transilvaniei cu România, la 1 decembrie 1918 :p. 195.

## Biografie
Adam Bolcu a făcut școala primară; autodidact, a publicat povestiri, basme, legende populare în ziarele Libertatea din Orăștie, Foaia Poporului și Telegraful Român din Sibiu, în calendare și broșuri editate de ASTRA.:p. 195.

## Activitatea politică
Adam Bolcu a fost deputat în Adunarea Națională din 1 decembrie 1918 a fost delegat al Cercului electoral Baia de Criș :p. 195.